# Богословија Светог Петра Цетињског
Богословија „Светог Петра Цетињског” (Цетињска богословија) је средња православна богословска школа Српске православне цркве на Цетињу.
Ректора институције је протојереј Благоје Рајковић.

## Историјат

### Предисторија
Прва школа за богослове је постојала при Цетињском манастиру у време митрополита Петра I Петровића Његоша (Светог Петра Цетињског). Ту се школовао и митрополит Петар II Петровић Његош.
Привремену богословију на Цетињу је септембра 1863. године основао архимандрит Нићифор Дучић, уз помоћ архимандрита Илариона Рогановић, потоњег митрополита. Ово је била прва средња школа у Књажевини Црној Гори и могли су је уписати само свршени ђаци цетињске основне школе. Само неколико месеци касније, богословија је престала са радом, будући да није било материјалних средстава за њено функционисање. 

### Цетињска богословија
Император сверуски Александар II Николајевич Романов се сусрео са књазом Николом Петровићем Његошем у Санкт Петербургу 1868. године. У њиховим разговорима је договорено и да руски императорски двор помогне рад нове богословије на годишњем нивоу са 8.000 рубаља, као и отварање Дјевојачког института поред богословије са 5.500 рубаља. Задатак Дјевојачког института је био да школује девојке, које би се касније удавале за богослове.
Устав и учевни план (школски програм) су написали протојереј Михаил Рајевски (на служби при руском посланству у Бечу) и магистар Милан Костић, који се образовао на Духовној академији у Кијеву. Заједно су припремили и прве уџбенике. Свети синод Руске православне цркве је потом дао потврду и благослов плана рада, па је богословија свечано почела са радом 18. септембра/30. септембра 1869. године у Биљарди. За првог ректора Цетињске богословије, књаз Никола је именовао Милана Костића, који је био подређен митрополиту црногорско-брдском Илариону II као врховном управнику.
У прво време је богословија била трогодишња и примала је по десет ђака, који су живели у интернату. Од 1873. године, богословија је премештена у манастир Острог, а 1875. године је привремено прекинула рад услед избијања Херцеговачког устанка и предстојећег Црногорско-турског рата. Уследио је прекид рада у трајању од девет година.

### Богословско-учитељска школа
У августу 1887. године, књаз Никола је одобрио нови школски програм трогодишње Богословско-учитељске школе, коју су уписивали свршени гимназијалци са одличним успехом. Ученици нису живели у интернату, а ректорат школе је спојен са управом гимназије на Цетињу. Није радила од 1905. до 1907. године, када је установљена као четворогодишња школа.
Фебруара 1891. године, ученици су покренули часопис „Цетињски богословац, лист за књижевност“, који је као мото имао Његошев стих: „Благородством Српство дише“ Ученици су мобилисани у Балканским ратовима, па је организовано ванредно полагање испита.
Новац из Руске империје је редовно стизао до 1915. године, односно јануара 1916. године, када је услед аустроугарске окупације Црне Горе престала да ради Цетињска богословија. У време окупације је страдала школска архива.

### Богословија „Светог Петра Цетињског”
Богословија „Светог Петра Цетињског” је почела са радом 1921. године, а од ње је наредне године одвојена Учитељска школа за просвјетне раднике. Министарство вера Краљевине Срба, Хрвата и Словенаца је 12. новембра 1921. године, донело Правилник о српским православним богословијама, ради уједначавања програма постојећих богословија у Сремским Карловцима, Београду, Задру, Призрену, Рељеву и на Цетињу. Богословије су тада постале петогодишње школе под управом Светог архијерејског синода Српске православне цркве.
Синод је пред Априлски рат 1941. године, распустио све богословије због непосредне ратне опасности. Заслугом митрополита Јоаникија Липовца, богословија је радила крајем 1943. и почетком 1944. године, како би се обезбедило да ученици заврших разреда положе последње испите. Тако је Цетињска богословија била једина богословија Српске православне цркве која је радила за време рата.
До 1944. године, богословију је завршило око 400 ђака. Много њих је страдало у Другом светском рату, како од фашистичких окупатора, тако и послератне комунистичке власти. Из Биљарде је насилно протерана школа. Знајући шта може очекивати од комуниста, митрополит Јоаникије је са седамдесет свештеника покушао да избегне. Партизани су их заробили и стрељали свештенике у Зиданом мосту, а митрополита Јоаникија одвели у Аранђеловац и након мучења убили 18. јуна 1945. године, те сахранили на до данас непознатој локацији.

### Цетињска богословија
У јесен 1992. године, обновљена је Цетињска богословија. Одлуку о обнови је на редовном мајском заседању донео Свети архијерејски сабор Српске православне цркве, а на предлог митрополита црногорско-приморског Амфилохија. Богословија је свечано почела са радом 13. септембра 1992. године. Свечаности у згради Црквеног суда, која је послужила за смештај богословије, присуствовали су митрополит Данило Дајковић, митрополит Амфилохије, министар просвјете Предраг Обрадовић и министар вјера Слободан Томовић.
Поводом завршетка школовања прве генерације богослова, организовано је поклоничко путовање на Христов гроб и обилазак Свете земље. Матурски испит су полагали пред протојерејем др Предрагом Пузовићем, изаслаником Светог архијерејског синода. Цетињска богословија је у септембру 1995. године добила новог ректора - Јоаникија Мићовића. Од је ту дужност обављао до 1. септембра 2002. године, када је за вршиоца дужности ректора именован протојереј-ставрофор Гојко Перовић. На мајском заседању Светог архијерејског сабора у мају 2016. године, именован је за ректора.

## Просторије
Пошто Влада Црне Горе одбија да Биљарду уступи за потребе богословије, она користи три одвојена објекта. У згради Црквеног суда су смештене учионице и администрација богословије. У превременом монтажном објекту који је подигнут 1996. године, налазе се трпезарија, кухиња, магацин и купатила. Зграда старе богословије служи као интернат.
Патријарх Павле је 1993. године освештао камен темељац за нову зграду Цетињске богословије, која никада није подигнута.

## Старешине и ректори
| Слика | Титула и име архијереја ректора | Почетак | Крај  |
| ----- | ------------------------------- | ------- | ----- |
|       | Архимандрит Нићифор Дучић       | 1863.   | 1864. |

| Слика | Титула и име архијереја ректора | Почетак | Крај  |
| ----- | ------------------------------- | ------- | ----- |
|       | мр Милан Костић                 | 1869.   | 1872. |
|       | архимандрит Висарион Љубиша     | 1872.   | 1875. |
|       | Божо Новаковић                  |         |       |

| Слика | Титула и име архијереја ректора | Почетак | Крај |
| ----- | ------------------------------- | ------- | ---- |
|       | Илија Беара                     |         |      |
|       | Јово Љепава                     |         |      |
|       | Живко Драговић                  |         |      |
|       | Лазо Поповић                    |         |      |
|       | Перо Вучковић                   |         |      |

| Слика | Титула и име архијереја ректора | Почетак | Крај  |
| ----- | ------------------------------- | ------- | ----- |
|       | Станко Ивановић                 | 1921.   |       |
|       | Василије Ристић                 |         | 1945. |

| Слика | Титула и име архијереја ректора                                                             | Почетак                                              | Крај                         |
| ----- | ------------------------------------------------------------------------------------------- | ---------------------------------------------------- | ---------------------------- |
|       | Протојереј-ставрофор Момчило Кривокапић архијерејски намесник бококоторски и парох у Котору | 1992.                                                | септембар 1995.              |
|       | Епископ будимљанско-никшићки Јоаникије                                                      | септембар 1995.                                      | 1. септембар 2002.           |
|       | Протојереј-ставрофор Гојко Перовић                                                          | 1. септембра 2002. (в.д. ректора) мај 2016. (ректор) | мај 2016. - 31. август 2021) |
|       | Митрополит црногорско-приморски Јоаникије                                                   | 1. септембар 2021. (в.д. ректора)                    |                              |

## Алумни
- Митрополит црногорско-приморски Данило Дајковић (1961-1990);
- Епископ горњокарловачки Симеон (1951-1990);